# Lijst van Britse ministers van Economische Zaken
De minister van Economische Zaken (Engels: Secretary of State for Business and Enterprise) leidt het Britse ministerie van Economische Zaken en is lid van het kabinet. De huidige minister is Alok Sharma van de Conservative Party bekleed de functie sinds 2019 in het kabinet van premier Boris Johnson. De minister van Economische Zaken wordt bijgestaan door de minister voor Internationale Handel (Engels: Secretary of State for International Trade) die belast is met Buitenlandse Handel, daarnaast is wordt die functie gecombineerd met de historische functie van President of the Board of Trade. De huidige minister is Liz Truss van de Conservative Party bekleed de functie sinds 2019.
In het verleden werd de functie van minister van Economische Zaken opgedeeld onder meerdere portfolios zoals Handel, Industrie, Energie en Begroting. Enkele prominenten die hebben gediend als minister van Economische Zaken of een soortgelijke portfolio waren onder andere: Harold Wilson (1947–1951), Edward Heath (1963–1964), Peter Carington (1974), Tony Benn (1974–1975), Shirley Williams (1974–1976), John Smith (1978–1979), Nigel Lawson (1981–1983), Leon Brittan (1984–1985), Michael Heseltine (1992–1995), Margaret Beckett (1997–1998), Peter Mandelson (1998, 2008–2010), Alistair Darling (2006–2007), Ed Miliband (2008–2010), Vince Cable (2010–2015) en Ed Davey (2012–2015).

## Ministers van Handel van het Verenigd Koninkrijk (1846–1970)
| Minister van Handel President of the Board of Trade | Minister van Handel President of the Board of Trade | Minister van Handel President of the Board of Trade            | Ambtstermijn                                           | Ambtstermijn      | Partij                 | Premier                               | Kabinet                              | Overige functie(s)             |
| --------------------------------------------------- | --------------------------------------------------- | -------------------------------------------------------------- | ------------------------------------------------------ | ----------------- | ---------------------- | ------------------------------------- | ------------------------------------ | ------------------------------ |
|                                                     | George Villiers                                     | Graaf van Clarendon George Villiers (1800–1870)                | 30 juni 1846                                           | 22 juli 1847      | Whig Party             | John Russell (1846–1852)              | Russell I                            |                                |
|                                                     | Henry Labouchere                                    | Henry Labouchere (1798–1869)                                   | 22 juli 1847                                           | 22 februari 1852  | Whig Party             | John Russell (1846–1852)              | Russell I                            |                                |
|                                                     | Joseph Warner Henley                                | Joseph Warner Henley (1893–1884)                               | 22 februari 1852                                       | 28 december 1852  | Conservative Party     | Edward Smith-Stanley (1852)           | Smith-Stanley I                      |                                |
|                                                     | Edward Cardwell                                     | Edward Cardwell (1813–1886)                                    | 28 december 1852                                       | 30 december 1855  | Peelite (1852–1855)    | George Hamilton- Gordon (1752–1855)   | Hamilton- Gordon                     |                                |
|                                                     | Edward Cardwell                                     | Edward Cardwell (1813–1886)                                    | 28 december 1852                                       | 30 december 1855  | Whig Party (1855–1858) | Henry John Temple (1855–1858)         | Temple II                            |                                |
|                                                     | Joseph Warner Henley                                | Joseph Warner Henley (1893–1884)                               | 20 februari 1858                                       | 12 juni 1859      | Conservative Party     | Edward Smith-Stanley (1858–1859)      | Smith-Stanley II                     |                                |
|                                                     | Thomas Milner Gibson                                | Thomas Milner Gibson (1806–1884)                               | 12 juni 1859                                           | 28 juni 1866      | Liberal Party          | Henry John Temple (1859–1865)         | Temple II                            |                                |
| John Russell (1865–1866)                            | Thomas Milner Gibson                                | Thomas Milner Gibson (1806–1884)                               | 12 juni 1859                                           | 28 juni 1866      | Liberal Party          | Russell II                            |                                      |                                |
|                                                     | Stafford Northcote                                  | Sir Stafford Northcote (1818–1887)                             | 28 juni 1866                                           | 8 maart 1867      | Conservative Party     | Edward Smith-Stanley (1866–1868)      | Smith-Stanley III                    |                                |
|                                                     | Charles Gordon-Lennox                               | Hertog van Richmond Charles Gordon-Lennox (1818–1903)          | 8 maart 1867                                           | 3 december 1868   | Conservative Party     | Edward Smith-Stanley (1866–1868)      | Smith-Stanley III                    |                                |
| Benjamin Disraeli (1868)                            | Charles Gordon-Lennox                               | Hertog van Richmond Charles Gordon-Lennox (1818–1903)          | 8 maart 1867                                           | 3 december 1868   | Conservative Party     | Disraeli I                            |                                      |                                |
|                                                     | John Bright                                         | John Bright (1811–1889)                                        | 3 december 1868                                        | 10 januari 1871   | Liberal Party          | William Ewart Gladstone (1868–1874)   | Gladstone I                          |                                |
|                                                     | Chichester Parkinson-Fortescue                      | Chichester Parkinson- Fortescue (1823–1898)                    | 10 januari 1871                                        | 20 februari 1874  | Liberal Party          | William Ewart Gladstone (1868–1874)   | Gladstone I                          |                                |
|                                                     | Charles Adderley                                    | Sir Charles Adderley (1814–1905)                               | 20 februari 1874                                       | 2 april 1878      | Conservative Party     | Benjamin Disraeli (1874–1880)         | Disraeli II                          |                                |
|                                                     | Dudley Ryder                                        | Burggraaf Sandon Dudley Ryder (1831–1900)                      | 2 april 1878                                           | 23 april 1880     | Conservative Party     | Benjamin Disraeli (1874–1880)         | Disraeli II                          |                                |
|                                                     | Joseph Chamberlain                                  | Joseph Chamberlain (1836–1914)                                 | 23 april 1880                                          | 23 juni 1885      | Liberal Party          | William Ewart Gladstone (1880–1885)   | Gladstone II                         |                                |
|                                                     | Charles Gordon-Lennox                               | Hertog van Richmond Charles Gordon-Lennox (1818–1903)          | 23 juni 1885                                           | 20 augustus 1885  | Conservative Party     | Robert Gascoyne-Cecil (1885–1886)     | Gascoyne-Cecil I                     |                                |
|                                                     | Edward Stanhope                                     | Edward Stanhope (1840–1893)                                    | 20 augustus 1885                                       | 28 januari 1886   | Conservative Party     | Robert Gascoyne-Cecil (1885–1886)     | Gascoyne-Cecil I                     |                                |
|                                                     | Anthony Mundella                                    | Anthony Mundella (1825–1897)                                   | 28 januari 1886                                        | 20 juli 1886      | Liberal Party          | William Ewart Gladstone (1886)        | Gladstone III                        |                                |
|                                                     | Frederick Arthur Stanley                            | Baron Stanley van Preston Frederick Arthur Stanley (1841–1908) | 20 juli 1886                                           | 22 februari 1888  | Conservative Party     | Robert Gascoyne-Cecil (1886–1892)     | Gascoyne-Cecil II                    |                                |
|                                                     | Michael Hicks Beach                                 | Sir Michael Hicks Beach (1837–1916)                            | 22 februari 1888                                       | 15 augustus 1892  | Conservative Party     | Robert Gascoyne-Cecil (1886–1892)     | Gascoyne-Cecil II                    |                                |
|                                                     | Anthony Mundella                                    | Anthony Mundella (1825–1897)                                   | 15 augustus 1892                                       | 28 mei 1894       | Liberal Party          | William Ewart Gladstone (1892–1894)   | Gladstone IV                         |                                |
| Archibald Primrose (1894–1895)                      | Anthony Mundella                                    | Anthony Mundella (1825–1897)                                   | 15 augustus 1892                                       | 28 mei 1894       | Liberal Party          | Primrose                              |                                      |                                |
| Archibald Primrose (1894–1895)                      |                                                     | James Bryce                                                    | James Bryce (1830–1911)                                | 28 mei 1894       | 25 juni 1895           | Primrose                              | Liberal Party                        |                                |
|                                                     | Charles Ritchie                                     | Charles Ritchie (1838–1906)                                    | 25 juni 1895                                           | 10 november 1900  | Conservative Party     | Robert Gascoyne-Cecil (1895–1902)     | Gascoyne- Cecil III                  |                                |
|                                                     | Walter Runciman                                     | Gerald Balfour (1853–1945)                                     | 10 november 1900                                       | 15 maart 1905     | Conservative Party     | Robert Gascoyne-Cecil (1895–1902)     | Gascoyne- Cecil IV                   |                                |
| Arthur Balfour (1902–1905)                          | Walter Runciman                                     | Gerald Balfour (1853–1945)                                     | 10 november 1900                                       | 15 maart 1905     | Conservative Party     | Balfour                               |                                      |                                |
| Arthur Balfour (1902–1905)                          |                                                     | James Gascoyne-Cecil                                           | Markies van Salisbury James Gascoyne-Cecil (1861–1947) | 15 maart 1905     | 5 december 1905        | Balfour                               | Conservative Party                   | Lord Privy Seal                |
|                                                     | David Lloyd George                                  | David Lloyd George (1863–1945)                                 | 5 december 1905                                        | 8 april 1908      | Liberal Party          | Henry Campbell- Bannerman (1905–1908) | Campbell- Bannerman                  |                                |
|                                                     | Winston Churchill                                   | Winston Churchill (1874–1965)                                  | 8 april 1908                                           | 10 februari 1910  | Liberal Party          | Herbert Henry Asquith (1908–1916)     | Asquith I                            |                                |
|                                                     | Sydney Buxton                                       | Sir Sydney Buxton (1853–1934)                                  | 10 februari 1910                                       | 14 februari 1914  | Liberal Party          | Herbert Henry Asquith (1908–1916)     | Asquith II                           |                                |
| Asquith III                                         | Sydney Buxton                                       | Sir Sydney Buxton (1853–1934)                                  | 10 februari 1910                                       | 14 februari 1914  | Liberal Party          | Herbert Henry Asquith (1908–1916)     |                                      |                                |
|                                                     | John Burns                                          | John Burns (1858–1943)                                         | 14 februari 1914                                       | 4 augustus 1914   | Liberal Party          | Herbert Henry Asquith (1908–1916)     |                                      |                                |
|                                                     | Walter Runciman                                     | Walter Runciman (1870–1949)                                    | 4 augustus 1914                                        | 6 augustus 1916   | Liberal Party          | Herbert Henry Asquith (1908–1916)     |                                      |                                |
| Asquith IV                                          | Walter Runciman                                     | Walter Runciman (1870–1949)                                    | 4 augustus 1914                                        | 6 augustus 1916   | Liberal Party          | Herbert Henry Asquith (1908–1916)     |                                      |                                |
|                                                     | Robert Crewe-Milnes                                 | Markies van Crewe Robert Crewe-Milnes (1858–1945)              | 6 augustus 1916                                        | 7 december 1916   | Liberal Party          | Herbert Henry Asquith (1908–1916)     | Lord President of the Council        |                                |
| Leader of the House of Lords                        | Robert Crewe-Milnes                                 | Markies van Crewe Robert Crewe-Milnes (1858–1945)              | 6 augustus 1916                                        | 7 december 1916   | Liberal Party          | Herbert Henry Asquith (1908–1916)     |                                      |                                |
| Minister van Onderwijs                              | Robert Crewe-Milnes                                 | Markies van Crewe Robert Crewe-Milnes (1858–1945)              | 6 augustus 1916                                        | 7 december 1916   | Liberal Party          | Herbert Henry Asquith (1908–1916)     |                                      |                                |
|                                                     |                                                     | Sir Albert Stanley (1874–1948)                                 | 7 december 1916                                        | 26 mei 1919       | Conservative Party     | David Lloyd George (1916–1922)        | Lloyd George I                       |                                |
| Lloyd George II                                     |                                                     | Sir Albert Stanley (1874–1948)                                 | 7 december 1916                                        | 26 mei 1919       | Conservative Party     | David Lloyd George (1916–1922)        |                                      |                                |
|                                                     | Auckland Geddes                                     | Sir Auckland Geddes (1879–1954)                                | 26 mei 1919                                            | 20 maart 1920     | Conservative Party     | David Lloyd George (1916–1922)        |                                      |                                |
|                                                     | Robert Horne                                        | Sir Robert Horne (1871–1940)                                   | 20 maart 1920                                          | 1 april 1921      | Unionist Party         | David Lloyd George (1916–1922)        |                                      |                                |
|                                                     | Stanley Baldwin                                     | Stanley Baldwin (1867–1947)                                    | 1 april 1921                                           | 23 oktober 1922   | Conservative Party     | David Lloyd George (1916–1922)        |                                      |                                |
|                                                     | Philip Cunliffe-Lister                              | Sir Philip Cunliffe- Lister (1884–1972)                        | 23 oktober 1922                                        | 22 januari 1924   | Conservative Party     | Bonar Law (1922–1923)                 | Law                                  |                                |
| Stanley Baldwin (1923–1924)                         | Philip Cunliffe-Lister                              | Sir Philip Cunliffe- Lister (1884–1972)                        | 23 oktober 1922                                        | 22 januari 1924   | Conservative Party     | Baldwin I                             |                                      |                                |
|                                                     | Sidney Webb                                         | Sidney Webb (1859–1947)                                        | 22 januari 1924                                        | 3 november 1924   | Labour Party           | Ramsay MacDonald (1924)               | MacDonald I                          |                                |
|                                                     | Philip Cunliffe-Lister                              | Sir Philip Cunliffe- Lister (1884–1972)                        | 4 november 1924                                        | 5 juni 1929       | Conservative Party     | Stanley Baldwin (1924–1929)           | Baldwin II                           |                                |
|                                                     |                                                     | William Graham (1887–1932)                                     | 5 juni 1929                                            | 26 augustus 1931  | Labour Party           | Ramsay MacDonald (1929–1935)          | MacDonald II                         |                                |
|                                                     | Philip Cunliffe-Lister                              | Sir Philip Cunliffe- Lister (1884–1972)                        | 26 augustus 1931                                       | 5 november 1931   | Conservative Party     | Ramsay MacDonald (1929–1935)          | MacDonald III (Nationaal Kabinet I)  |                                |
|                                                     | Walter Runciman                                     | Walter Runciman (1870–1949)                                    | 5 november 1931                                        | 28 mei 1937       | National Liberal Party | Ramsay MacDonald (1929–1935)          | MacDonald IV (Nationaal Kabinet II)  |                                |
| Stanley Baldwin (1935–1937)                         | Walter Runciman                                     | Walter Runciman (1870–1949)                                    | 5 november 1931                                        | 28 mei 1937       | National Liberal Party | Baldwin III (Nationaal Kabinet III)   |                                      |                                |
|                                                     | Oliver Stanley                                      | Oliver Stanley (1896–1950)                                     | 28 mei 1937                                            | 5 januari 1940    | Conservative Party     | Neville Chamberlain (1937–1940)       | Chamberlain I (Nationaal Kabinet IV) |                                |
| Chamberlain II                                      | Oliver Stanley                                      | Oliver Stanley (1896–1950)                                     | 28 mei 1937                                            | 5 januari 1940    | Conservative Party     | Neville Chamberlain (1937–1940)       |                                      |                                |
|                                                     | Andrew Duncan                                       | Sir Andrew Duncan (1884–1952)                                  | 5 januari 1940                                         | 3 oktober 1940    | Onafhankelijk          | Neville Chamberlain (1937–1940)       |                                      |                                |
| Winston Churchill (1940–1945)                       | Andrew Duncan                                       | Sir Andrew Duncan (1884–1952)                                  | 5 januari 1940                                         | 3 oktober 1940    | Onafhankelijk          | Churchill I                           |                                      |                                |
| Winston Churchill (1940–1945)                       |                                                     | Oliver Lyttelton                                               | Oliver Lyttelton (1893–1952)                           | 3 oktober 1940    | 29 juni 1941           | Churchill I                           | Conservative Party                   |                                |
| Winston Churchill (1940–1945)                       |                                                     | Andrew Duncan                                                  | Sir Andrew Duncan (1884–1952)                          | 29 juni 1941      | 4 februari 1942        | Churchill I                           | Onafhankelijk                        |                                |
| Winston Churchill (1940–1945)                       |                                                     | John Llewellin                                                 | John Llewellin (1893–1957)                             | 4 februari 1942   | 22 februari 1942       | Churchill I                           | Conservative Party                   |                                |
| Winston Churchill (1940–1945)                       |                                                     | Hugh Dalton                                                    | Hugh Dalton (1887–1962)                                | 22 februari 1942  | 23 mei 1945            | Churchill I                           | Labour Party                         |                                |
| Winston Churchill (1940–1945)                       |                                                     | Oliver Lyttelton                                               | Oliver Lyttelton (1893–1952)                           | 23 mei 1945       | 26 juli 1945           | Conservative Party                    | Churchill II                         |                                |
|                                                     | Stafford Cripps                                     | Sir Stafford Cripps (1889–1952)                                | 26 juli 1945                                           | 29 september 1947 | Labour Party           | Clement Attlee (1945–1951)            | Attlee I                             |                                |
|                                                     | Harold Wilson                                       | Harold Wilson (1916–1995)                                      | 29 september 1947                                      | 24 april 1951     | Labour Party           | Clement Attlee (1945–1951)            | Attlee I                             |                                |
| Attlee II                                           | Harold Wilson                                       | Harold Wilson (1916–1995)                                      | 29 september 1947                                      | 24 april 1951     | Labour Party           | Clement Attlee (1945–1951)            |                                      |                                |
|                                                     |                                                     | Sir Hartley Shawcross (1902–2003)                              | 24 april 1951                                          | 26 oktober 1951   | Labour Party           | Clement Attlee (1945–1951)            |                                      |                                |
|                                                     | Peter Thorneycroft                                  | Peter Thorneycroft (1909–1994)                                 | 26 oktober 1951                                        | 10 januari 1957   | Conservative Party     | Winston Churchill (1951–1955)         | Churchill III                        |                                |
| Anthony Eden (1955–1957)                            | Peter Thorneycroft                                  | Peter Thorneycroft (1909–1994)                                 | 26 oktober 1951                                        | 10 januari 1957   | Conservative Party     | Eden                                  |                                      |                                |
|                                                     |                                                     | Sir David Eccles (1904–1999)                                   | 10 januari 1957                                        | 14 oktober 1959   | Conservative Party     | Harold Macmillan (1957–1963)          | Macmillan I                          |                                |
|                                                     |                                                     | Reginald Maudling (1917–1979)                                  | 14 oktober 1959                                        | 9 oktober 1961    | Conservative Party     | Harold Macmillan (1957–1963)          | Macmillan II                         |                                |
|                                                     |                                                     | Frederick Erroll (1914–2000)                                   | 9 oktober 1961                                         | 19 oktober 1963   | Conservative Party     | Harold Macmillan (1957–1963)          | Macmillan II                         |                                |
|                                                     | Edward Heath                                        | Edward Heath (1916–2005)                                       | 19 oktober 1963                                        | 16 oktober 1964   | Conservative Party     | Alec Douglas-Home (1963–1964)         | Douglas-Home                         | Minister van Economische Zaken |
|                                                     |                                                     | Douglas Jay (1907–1996)                                        | 16 oktober 1964                                        | 29 augustus 1967  | Labour Party           | Harold Wilson (1964–1970)             | Wilson I                             |                                |
| Wilson II                                           |                                                     | Douglas Jay (1907–1996)                                        | 16 oktober 1964                                        | 29 augustus 1967  | Labour Party           | Harold Wilson (1964–1970)             |                                      |                                |
|                                                     | Tony Crosland                                       | Tony Crosland (1918–1977)                                      | 29 augustus 1967                                       | 6 oktober 1969    | Labour Party           | Harold Wilson (1964–1970)             |                                      |                                |
|                                                     |                                                     | Roy Mason (1924–2015)                                          | 6 oktober 1969                                         | 19 juni 1970      | Labour Party           | Harold Wilson (1964–1970)             | Minister van Economische Zaken       |                                |

## Ministers van Economische Zaken van het Verenigd Koninkrijk (1964-1970)
| Minister van Economische Zaken Secretary of State for Economic Affairs | Minister van Economische Zaken Secretary of State for Economic Affairs | Minister van Economische Zaken Secretary of State for Economic Affairs | Ambtstermijn     | Ambtstermijn     | Partij       | Premier                   | Kabinet                         | Overige functie(s)       |
| ---------------------------------------------------------------------- | ---------------------------------------------------------------------- | ---------------------------------------------------------------------- | ---------------- | ---------------- | ------------ | ------------------------- | ------------------------------- | ------------------------ |
|                                                                        | George Brown                                                           | George Brown (1914–1985)                                               | 16 oktober 1964  | 11 augustus 1966 | Labour Party | Harold Wilson (1964–1970) | Wilson I                        | First Secretary of State |
| Wilson II                                                              | George Brown                                                           | George Brown (1914–1985)                                               | 16 oktober 1964  | 11 augustus 1966 | Labour Party | Harold Wilson (1964–1970) |                                 | First Secretary of State |
|                                                                        | Michael Stewart                                                        | Michael Stewart (1906–1990)                                            | 11 augustus 1966 | 16 maart 1968    | Labour Party | Harold Wilson (1964–1970) | First Secretary of State        |                          |
|                                                                        |                                                                        | Peter Shore (1924–2001)                                                | 16 maart 1968    | 6 oktober 1969   | Labour Party | Harold Wilson (1964–1970) |                                 |                          |
|                                                                        |                                                                        | Roy Mason (1924–2015)                                                  | 6 oktober 1969   | 19 juni 1970     | Labour Party | Harold Wilson (1964–1970) | President of the Board of Trade |                          |

## Ministers van Handel en Industrie van het Verenigd Koninkrijk (1970-1974)
| Minister van Handel en Industrie Secretary of State for Trade and Industry | Minister van Handel en Industrie Secretary of State for Trade and Industry | Minister van Handel en Industrie Secretary of State for Trade and Industry | Ambtstermijn    | Ambtstermijn    | Partij             | Premier                  | Kabinet | Overige functie(s)              |
| -------------------------------------------------------------------------- | -------------------------------------------------------------------------- | -------------------------------------------------------------------------- | --------------- | --------------- | ------------------ | ------------------------ | ------- | ------------------------------- |
|                                                                            |                                                                            | Michael Noble (1913–1984)                                                  | 19 juni 1970    | 15 oktober 1970 | Conservative Party | Edward Heath (1970–1974) | Heath   | President of the Board of Trade |
|                                                                            |                                                                            | John Davies (1916–1979)                                                    | 15 oktober 1970 | 5 november 1972 | Conservative Party | Edward Heath (1970–1974) | Heath   | President of the Board of Trade |
|                                                                            |                                                                            | Peter Walker (1932–2010)                                                   | 5 november 1972 | 4 maart 1974    | Conservative Party | Edward Heath (1970–1974) | Heath   | President of the Board of Trade |

## Ministers van Handel van het Verenigd Koninkrijk (1974-1983)
| Minister van Handel Secretary of State for Trade | Minister van Handel Secretary of State for Trade | Minister van Handel Secretary of State for Trade | Ambtstermijn     | Ambtstermijn     | Partij             | Premier                       | Kabinet    | Overige functie(s)              |
| ------------------------------------------------ | ------------------------------------------------ | ------------------------------------------------ | ---------------- | ---------------- | ------------------ | ----------------------------- | ---------- | ------------------------------- |
|                                                  |                                                  | Peter Shore (1924–2001)                          | 4 maart 1974     | 5 april 1976     | Labour Party       | Harold Wilson (1974–1976)     | Wilson III | President of the Board of Trade |
|                                                  |                                                  | Edmund Dell (1921–1999)                          | 5 april 1976     | 11 november 1978 | Labour Party       | James Callaghan (1976–1979)   | Callaghan  | President of the Board of Trade |
|                                                  | John Smith                                       | John Smith (1938–1994)                           | 11 november 1978 | 4 mei 1979       | Labour Party       | James Callaghan (1976–1979)   | Callaghan  | President of the Board of Trade |
|                                                  | John Nott                                        | John Nott (1932–2024)                            | 4 mei 1979       | 5 januari 1981   | Conservative Party | Margaret Thatcher (1979–1990) | Thatcher I | President of the Board of Trade |
|                                                  |                                                  | John Biffen (1930–2007)                          | 5 januari 1981   | 6 april 1982     | Conservative Party | Margaret Thatcher (1979–1990) | Thatcher I | President of the Board of Trade |
|                                                  |                                                  | Baron Cockfield Arthur Cockfield (1916–2007)     | 6 april 1982     | 11 juni 1983     | Conservative Party | Margaret Thatcher (1979–1990) | Thatcher I | President of the Board of Trade |

## Ministers van Industrie van het Verenigd Koninkrijk (1974-1983)
| Minister van Industrie Secretary of State for Industry | Minister van Industrie Secretary of State for Industry | Minister van Industrie Secretary of State for Industry | Ambtstermijn      | Ambtstermijn      | Partij             | Premier                       | Kabinet    | Overige functie(s) |
| ------------------------------------------------------ | ------------------------------------------------------ | ------------------------------------------------------ | ----------------- | ----------------- | ------------------ | ----------------------------- | ---------- | ------------------ |
|                                                        | Tony Benn                                              | Tony Benn (1925–2014)                                  | 4 maart 1974      | 10 juni 1975      | Labour Party       | Harold Wilson (1974–1976)     | Wilson III |                    |
|                                                        |                                                        | Eric Varley (1932–2008)                                | 10 juni 1975      | 4 mei 1979        | Labour Party       | Harold Wilson (1974–1976)     | Wilson III |                    |
| James Callaghan (1976–1979)                            | Callaghan                                              | Eric Varley (1932–2008)                                | 10 juni 1975      | 4 mei 1979        | Labour Party       |                               |            |                    |
|                                                        |                                                        | Sir Keith Joseph (1918–1994)                           | 4 mei 1979        | 14 september 1981 | Conservative Party | Margaret Thatcher (1979–1990) | Thatcher I |                    |
|                                                        |                                                        | Patrick Jenkin (1926–2018)                             | 14 september 1981 | 11 juni 1983      | Conservative Party | Margaret Thatcher (1979–1990) | Thatcher I |                    |

## Ministers van Energie van het Verenigd Koninkrijk (1974-1992)
| Minister van Energie Secretary of State for Energy | Minister van Energie Secretary of State for Energy | Minister van Energie Secretary of State for Energy | Ambtstermijn      | Ambtstermijn      | Partij             | Premier                       | Kabinet      | Overige functie(s) |
| -------------------------------------------------- | -------------------------------------------------- | -------------------------------------------------- | ----------------- | ----------------- | ------------------ | ----------------------------- | ------------ | ------------------ |
|                                                    | Peter Carington                                    | Baron Carrington Peter Carington (1919–2018)       | 8 januari 1974    | 4 maart 1974      | Conservative Party | Edward Heath (1970–1974)      | Heath        |                    |
|                                                    |                                                    | Eric Varley (1932–2008)                            | 4 maart 1974      | 10 juni 1975      | Labour Party       | Harold Wilson (1974–1976)     | Wilson III   |                    |
|                                                    | Tony Benn                                          | Tony Benn (1925–2014)                              | 10 juni 1975      | 4 mei 1979        | Labour Party       | Harold Wilson (1974–1976)     | Wilson III   |                    |
| James Callaghan (1976–1979)                        | Tony Benn                                          | Tony Benn (1925–2014)                              | 10 juni 1975      | 4 mei 1979        | Labour Party       | Callaghan                     |              |                    |
|                                                    | David Howell                                       | David Howell (1936)                                | 4 mei 1979        | 14 september 1981 | Conservative Party | Margaret Thatcher (1979–1990) | Thatcher I   |                    |
|                                                    | Nigel Lawson                                       | Nigel Lawson (1932–2023)                           | 14 september 1981 | 11 juni 1983      | Conservative Party | Margaret Thatcher (1979–1990) | Thatcher I   |                    |
|                                                    |                                                    | Peter Walker (1932–2010)                           | 11 juni 1983      | 13 juni 1987      | Conservative Party | Margaret Thatcher (1979–1990) | Thatcher II  |                    |
|                                                    |                                                    | Cecil Parkinson (1931–2016)                        | 13 juni 1987      | 24 juli 1989      | Conservative Party | Margaret Thatcher (1979–1990) | Thatcher III |                    |
|                                                    | John Wakeham                                       | John Wakeham (1932)                                | 24 juli 1989      | 10 april 1992     | Conservative Party | Margaret Thatcher (1979–1990) | Thatcher III |                    |
| John Major (1990–1997)                             | John Wakeham                                       | John Wakeham (1932)                                | 24 juli 1989      | 10 april 1992     | Conservative Party | Major I                       |              |                    |

## Ministers van Begroting en Consumentenbeleid van het Verenigd Koninkrijk (1974-1979)
| Minister van Begroting en Consumentenbeleid Secretary of State for Prices and Consumer Protection | Minister van Begroting en Consumentenbeleid Secretary of State for Prices and Consumer Protection | Minister van Begroting en Consumentenbeleid Secretary of State for Prices and Consumer Protection | Ambtstermijn          | Ambtstermijn      | Partij       | Premier                   | Kabinet      | Overige functie(s) |
| ------------------------------------------------------------------------------------------------- | ------------------------------------------------------------------------------------------------- | ------------------------------------------------------------------------------------------------- | --------------------- | ----------------- | ------------ | ------------------------- | ------------ | ------------------ |
|                                                                                                   | Shirley Williams                                                                                  | Shirley Williams (1930–2021)                                                                      | 4 maart 1974          | 10 september 1976 | Labour Party | Harold Wilson (1974–1976) | Wilson III   |                    |
| James Callaghan (1976–1979)                                                                       | Shirley Williams                                                                                  | Shirley Williams (1930–2021)                                                                      | 4 maart 1974          | 10 september 1976 | Labour Party | Callaghan                 |              |                    |
| James Callaghan (1976–1979)                                                                       |                                                                                                   | Roy Hattersley                                                                                    | Roy Hattersley (1932) | 10 september 1976 | 4 mei 1979   | Callaghan                 | Labour Party |                    |

## Ministers van Economische Zaken van het Verenigd Koninkrijk (1983-heden)
| Minister van Economische Zaken Secretary of State for Trade and Industry      | Minister van Economische Zaken Secretary of State for Trade and Industry      | Minister van Economische Zaken Secretary of State for Trade and Industry      | Ambtstermijn             | Ambtstermijn     | Partij             | Premier                       | Kabinet      | Overige functie(s)              |
| ----------------------------------------------------------------------------- | ----------------------------------------------------------------------------- | ----------------------------------------------------------------------------- | ------------------------ | ---------------- | ------------------ | ----------------------------- | ------------ | ------------------------------- |
|                                                                               |                                                                               | Cecil Parkinson (1931–2016)                                                   | 11 juni 1983             | 16 oktober 1983  | Conservative Party | Margaret Thatcher (1979–1990) | Thatcher II  | President of the Board of Trade |
|                                                                               | Norman Tebbit                                                                 | Norman Tebbit (1931–2025)                                                     | 16 oktober 1983          | 2 september 1985 | Conservative Party | Margaret Thatcher (1979–1990) | Thatcher II  | President of the Board of Trade |
|                                                                               | Leon Brittan                                                                  | Leon Brittan (1939–2015)                                                      | 2 september 1985         | 24 januari 1986  | Conservative Party | Margaret Thatcher (1979–1990) | Thatcher II  | President of the Board of Trade |
|                                                                               |                                                                               | Paul Channon (1935–2007)                                                      | 24 januari 1986          | 13 juni 1987     | Conservative Party | Margaret Thatcher (1979–1990) | Thatcher II  | President of the Board of Trade |
|                                                                               | David Young                                                                   | Baron Young van Graffham David Young (1932–2022)                              | 13 juni 1987             | 24 juli 1989     | Conservative Party | Margaret Thatcher (1979–1990) | Thatcher III | President of the Board of Trade |
|                                                                               |                                                                               | Nicholas Ridley (1929–1993)                                                   | 24 juli 1989             | 13 juli 1990     | Conservative Party | Margaret Thatcher (1979–1990) | Thatcher III | President of the Board of Trade |
|                                                                               | Peter Lilley                                                                  | Peter Lilley (1943)                                                           | 13 juli 1990             | 10 april 1992    | Conservative Party | Margaret Thatcher (1979–1990) | Thatcher III | President of the Board of Trade |
| John Major (1990–1997)                                                        | Peter Lilley                                                                  | Peter Lilley (1943)                                                           | 13 juli 1990             | 10 april 1992    | Conservative Party | Major I                       |              | President of the Board of Trade |
| John Major (1990–1997)                                                        |                                                                               | Michael Heseltine                                                             | Michael Heseltine (1933) | 10 april 1992    | 5 juli 1995        | Conservative Party            | Major II     | President of the Board of Trade |
| John Major (1990–1997)                                                        |                                                                               | Ian Lang                                                                      | Ian Lang (1940)          | 5 juli 1995      | 2 mei 1997         | Conservative Party            | Major II     | President of the Board of Trade |
|                                                                               | Margaret Beckett                                                              | Margaret Beckett (1943)                                                       | 2 mei 1997               | 27 juli 1998     | Labour Party       | Tony Blair (1997–2007)        | Blair I      | President of the Board of Trade |
|                                                                               | Peter Mandelson                                                               | Peter Mandelson (1953)                                                        | 27 juli 1998             | 23 december 1998 | Labour Party       | Tony Blair (1997–2007)        | Blair I      | President of the Board of Trade |
|                                                                               |                                                                               | Stephen Byers (1953)                                                          | 23 december 1998         | 8 juni 2001      | Labour Party       | Tony Blair (1997–2007)        | Blair I      | President of the Board of Trade |
|                                                                               | Patricia Hewitt                                                               | Patricia Hewitt (1948)                                                        | 8 juni 2001              | 5 mei 2005       | Labour Party       | Tony Blair (1997–2007)        | Blair II     | President of the Board of Trade |
|                                                                               | Alan Johnson                                                                  | Alan Johnson (1950)                                                           | 5 mei 2005               | 6 mei 2006       | Labour Party       | Tony Blair (1997–2007)        | Blair III    | President of the Board of Trade |
|                                                                               | Alistair Darling                                                              | Alistair Darling (1953–2023)                                                  | 6 mei 2006               | 27 juni 2007     | Labour Party       | Tony Blair (1997–2007)        | Blair III    | President of the Board of Trade |
| Minister van Economische Zaken Secretary of State for Business and Enterprise | Minister van Economische Zaken Secretary of State for Business and Enterprise | Minister van Economische Zaken Secretary of State for Business and Enterprise | Ambtstermijn             | Ambtstermijn     | Partij             | Premier                       | Kabinet      | Overige functie(s)              |
|                                                                               | John Hutton                                                                   | John Hutton (1955)                                                            | 27 juni 2007             | 3 oktober 2008   | Labour Party       | Gordon Brown (2007–2010)      | Brown        | President of the Board of Trade |
|                                                                               | Peter Mandelson                                                               | Baron Mandelson Peter Mandelson (1953)                                        | 3 oktober 2008           | 11 mei 2010      | Labour Party       | Gordon Brown (2007–2010)      | Brown        | First Secretary of State        |
| Lord President of the Council (2009–2010)                                     | Peter Mandelson                                                               | Baron Mandelson Peter Mandelson (1953)                                        | 3 oktober 2008           | 11 mei 2010      | Labour Party       | Gordon Brown (2007–2010)      | Brown        |                                 |
| President of the Board of Trade                                               | Peter Mandelson                                                               | Baron Mandelson Peter Mandelson (1953)                                        | 3 oktober 2008           | 11 mei 2010      | Labour Party       | Gordon Brown (2007–2010)      | Brown        |                                 |
|                                                                               | Vince Cable                                                                   | dr. Vince Cable (1943)                                                        | 11 mei 2010              | 9 mei 2015       | Liberal Democrats  | David Cameron (2010–2016)     | Cameron I    | President of the Board of Trade |
|                                                                               | Sajid Javid                                                                   | Sajid Javid (1969)                                                            | 9 mei 2015               | 13 juli 2016     | Conservative Party | David Cameron (2010–2016)     | Cameron II   | President of the Board of Trade |
|                                                                               | Greg Clark                                                                    | dr. Greg Clark (1967)                                                         | 13 juli 2016             | 24 juli 2019     | Conservative Party | Theresa May (2016–2019)       | May I        |                                 |
| May II                                                                        | Greg Clark                                                                    | dr. Greg Clark (1967)                                                         | 13 juli 2016             | 24 juli 2019     | Conservative Party | Theresa May (2016–2019)       |              |                                 |
|                                                                               | Andrea Leadsom                                                                | Andrea Leadsom (1963)                                                         | 24 juli 2019             | 13 februari 2020 | Conservative Party | Boris Johnson (2019–2022)     | Johnson I    |                                 |
| Johnson II                                                                    | Andrea Leadsom                                                                | Andrea Leadsom (1963)                                                         | 24 juli 2019             | 13 februari 2020 | Conservative Party | Boris Johnson (2019–2022)     |              |                                 |
|                                                                               | Alok Sharma                                                                   | Alok Sharma (1967)                                                            | 13 februari 2020         | 8 januari 2021   | Conservative Party | Boris Johnson (2019–2022)     |              |                                 |
|                                                                               | Kwasi Kwarteng                                                                | Kwasi Kwarteng (1975)                                                         | 8 januari 2021           | 6 september 2022 | Conservative Party | Boris Johnson (2019–2022)     |              |                                 |
|                                                                               | Jacob Rees-Mogg                                                               | Jacob Rees-Mogg (1969)                                                        | 6 september 2022         | 25 oktober 2022  | Conservative Party | Liz Truss (2022)              | Truss        |                                 |
|                                                                               | Grant Shapps                                                                  | Grant Shapps (1968)                                                           | 25 oktober 2022          | heden            | Conservative Party | Rishi Sunak (2022–heden)      | Sunak        |                                 |

## Ministers van Energie en Klimaat van het Verenigd Koninkrijk (2008-2016)
| Minister van Energie en Klimaat Secretary of State for Energy and Climate Change | Minister van Energie en Klimaat Secretary of State for Energy and Climate Change | Minister van Energie en Klimaat Secretary of State for Energy and Climate Change | Ambtstermijn    | Ambtstermijn    | Partij             | Premier                   | Kabinet    | Overige functie(s) |
| -------------------------------------------------------------------------------- | -------------------------------------------------------------------------------- | -------------------------------------------------------------------------------- | --------------- | --------------- | ------------------ | ------------------------- | ---------- | ------------------ |
|                                                                                  | Ed Miliband                                                                      | Ed Miliband (1969)                                                               | 3 oktober 2008  | 11 mei 2010     | Labour Party       | Gordon Brown (2007–2010)  | Brown      |                    |
|                                                                                  | Chris Huhne                                                                      | Chris Huhne (1954)                                                               | 11 mei 2010     | 3 februari 2012 | Liberal Democrats  | David Cameron (2010–2016) | Cameron I  |                    |
|                                                                                  | Ed Davey                                                                         | Ed Davey (1968)                                                                  | 3 februari 2012 | 9 mei 2015      | Liberal Democrats  | David Cameron (2010–2016) | Cameron I  |                    |
|                                                                                  | Amber Rudd                                                                       | Amber Rudd (1963)                                                                | 9 mei 2015      | 13 juli 2016    | Conservative Party | David Cameron (2010–2016) | Cameron II |                    |

## Ministers voor Internationale Handel van het Verenigd Koninkrijk (2016-heden)
| Minister voor Internationale Handel Secretary of State for International Trade | Minister voor Internationale Handel Secretary of State for International Trade | Minister voor Internationale Handel Secretary of State for International Trade | Ambtstermijn      | Ambtstermijn      | Partij             | Premier                   | Kabinet                         | Overige functie(s)              |
| ------------------------------------------------------------------------------ | ------------------------------------------------------------------------------ | ------------------------------------------------------------------------------ | ----------------- | ----------------- | ------------------ | ------------------------- | ------------------------------- | ------------------------------- |
|                                                                                | Liam Fox                                                                       | dr. Liam Fox (1961)                                                            | 13 juli 2016      | 23 juli 2019      | Conservative Party | Theresa May (2016–2019)   | May I                           | President of the Board of Trade |
| May II                                                                         | Liam Fox                                                                       | dr. Liam Fox (1961)                                                            | 13 juli 2016      | 23 juli 2019      | Conservative Party | Theresa May (2016–2019)   |                                 | President of the Board of Trade |
|                                                                                | Liz Truss                                                                      | Liz Truss (1975)                                                               | 24 juli 2019      | 15 september 2021 | Conservative Party | Boris Johnson (2019–2022) | Johnson I                       | President of the Board of Trade |
| Johnson II                                                                     | Liz Truss                                                                      | Liz Truss (1975)                                                               | 24 juli 2019      | 15 september 2021 | Conservative Party | Boris Johnson (2019–2022) |                                 | President of the Board of Trade |
|                                                                                | Anne-Marie Trevelyan                                                           | Anne-Marie Trevelyan (1969)                                                    | 15 september 2021 | 6 september 2022  | Conservative Party | Boris Johnson (2019–2022) | President of the Board of Trade |                                 |
|                                                                                | Kemi Badenoch                                                                  | Kemi Badenoch (1980)                                                           | 6 september 2022  | heden             | Conservative Party | Liz Truss (2022–heden)    | Truss                           | President of the Board of Trade |